# يوبال بن لامك
يوبال  أو جينون أو يوفال أو چوبال أو جوبال أو جوڤال (بالعبرية: יוּבָל) هو شخصية توراتية مذكروة في سفر التكوين 4 : 21. ويذكر في عدة كتب يهودية مثل كتاب الأساطير التوراتية لفيلو ويذكر كذلك في سفر يراهميل المكتوب في الفترة بين القرن الحادي عشر والسابع عشر للميلاد وذكر باسم جينون في سفر ادم وحواء الاول وهو من سلالة قاييل، وهو ابن لامك وعادة، وشقيق يابال، الأخ غير الشقيق لتوبال قابين ونعمة امرأة نوح. يوصف يوبال بأنه "أب كل من عزف بالقيثارة والناي"، أو أول من عزف بالأدوات الموسيقية وابتكرها.